# Александар Вујић
Александар С. Вујић (Сента, 30. октобар 1945 − Београд, 6. септембар 2017) био је српски композитор, пијаниста и диригент.

## Биографија
Александар Вујић рођен је у Сенти 30. октобра 1945. године. Дипломирао је на Факултету музичке уметности у Београду, на три одсека: за клавир (1968), дириговање (1976) и композицију (1983). Магистрирао је 1970. године на клавирском одсеку. Током студија четири пута је добио награду као студент са најбољом просечном оценом.
Запослен је на Факултету музичке уметности у Београду, где је 2000. изабран у звање редовног професора за ужу уметничку област дириговања, а следеће године био је изабран за продекана Факултета. Од 1997. године је гостујући професор на Државном Универзитету у Канзасу (САД).
Оснивач је камерног оркестра „Симфонијета”, чији је уметнички директор и шеф диригент. Био је диригент Хора београдских свештеника (1978), Нишког симфонијског оркестра (1980), хора „Браћа Барух” (1980-1987), Првог београдског певачког друштва (1981—1985 и 2003), Сомборског певачког друштва „Јувентус кантат” (2002-2003) и Мадригалског хора Факултета Музичке Уметности у Београду (2001).
Преминуо је 6. септембра 2017. године у Београду.

## Одликовања
- „Золтан Кодаљ“ - одликовање мађарске владе (1983)[2]
- Државна медаља Израела (1988)[2]